# Graus
Graus (spanskt uttal: [ˈɡɾaws]) är en ort och kommun i provinsen Huesca i den autonoma regionen Aragonien i nordöstra Spanien. Orten ligger cirka 62 kilometer öster om Huesca. Kommunen har 3 380 invånare (2024), på en yta av 299,79 km².